# Beamer (LaTeX)
Beamer — класс для LaTeX, позволяющий создавать слайды для презентаций. Возможно включение сложных математических формул, иллюстраций, анимации. Он работает вместе с pdflatex, Dvips и LyX. Был создан и до 6 марта 2008 разрабатывался Тиллем Тантау. С 16 апреля 2010 по 2015 его разрабатывал Ведран Милетич, с 2011 — Джон Райт.
Beamer не первый класс LaTeX для создания презентаций, и, как многие его предшественники (например, пакет prosper), он имеет специальные команды для определения «слайда» (в beamer он называется 'frame'), а также расширенный синтаксис для лёгкого управления цветом и порядком появления элементов многочастного слайда.
Созданные презентации могут иметь четко выраженную структуру (так как создаются с помощью LaTeX, и есть возможность выделить структурные единицы: разделы (section), параграфы (subsection), списки), по которой удобно ориентироваться / перемещаться во время презентации. Структура, а также фамилия докладчика/ов и название доклада могут быть представлены на полях слайдов.
Там, где деление на фреймы не введено, Beamer «нарезает» текст на страницы сам (по правилам Tex’а).
Есть возможность переходить по гиперссылкам (пакет подключен по умолчанию) и определять кнопки для переходов.
Для определений, теорем и т. п. оформляются блоки (напоминающие наклейки-стикеры) определённого цвета.
Существует набор готовых цветовых/структурных сочетаний/представлений, которые кодируются названиями животных/городов.
Кроме того, поскольку LaTeX имеет огромные возможности для написания математических формул, beamer представляет пользователю всю мощь LaTeX’а для создания научных презентаций.

### Учебные материалы
- (en) Руководство пользователя — с сайта www.ctan.org, Tantau, Till (2007)
- (en) Introduction to Beamer — Howto make a presentation c сайта www.math-linux.com
- (en) A nice tutorial with examples on the usage of Beamer Latex class
- (en) Review: Presentations with Style
- (en) Another nice tutorial
- (ru) Презентация в LaTex. Beamer (на русском)
- (ru) Презентации Powerpoint? Лучше! Встречаем beamer
- (ru) Beamer — верстаем презентации
- (ru) LaTeX-слайды и пакет Beamer